# God mode (videohry)
God mode (volně režim Boha, Božský mód) je ve světě počítačových her režim hraní, v němž má hráč vlastnosti a nepřirozené schopnosti náležící jinak bohu. Režim se vyskytuje v hrách s omezeným počtem tzv. životů (anglicky health points) a projevuje se např. jako neomezené zdraví. Použití režimu je považováno za podvod (anglicky cheat).
Obvykle je zakázán ve všech multiplayerových hrách. Na použití God mode existuje velká řada různých úprav her (anglicky hacků), které jsou ovšem také zakázané. V některých hrách je dovoleno použít, ale pouze v tzv. pískovišti, tedy testovací zázemí.